# Yernes y Tameza
Yernes y Tameza és un conceyu de la Comunitat Autònoma del Principat d'Astúries situat en la zona centre occidental del Principat, enclavat entre muntanyes a la zona alta del Riu Cubia. Limita a l'oest, nord i nord-est amb Grado, al sud-est amb Proaza i al sud amb Teberga.
En els darrers anys ha estat destacat com el municipi amb menys població d'Astúries, fins que després de dècades de pèrdua de població en 2007 es va invertir la tendència demogràfica passant a arribar a aquest any els 213 habitants i cedint l'últim lloc en la classificació demogràfica al concejo de Pezós.
Actualment la població es divideix en dues parròquies, repartint-se en cinc nuclis rurals molt petits: Villabre, Fuxóu i Villuarrí, que pertanyen a Tameza, i Yernes y Vindías que formen part de la parròquia de Yernes.

## Història
En els primers anys del segle passat van ser trobades en Fuxóu diversos centenars de monedes romanes que hagueren de ser ocultades a mitjan segle iv després de Crist. Hi ha notícies de més troballes del mateix tipus, però molt poc precisos. Ja en l'edat mitjana, El rei Ordoni I va cedir part de Yernes a l'església ovetenca de San Salvador el 857, que més tard aconseguiria la totalitat del territori gràcies a les donacions de diversos nobles. En l'any 1174 Ferran II va cedir els seus drets sobre el territori a l'Església d'Oviedo, amb el que es va convertir en un concejo de bisbalia, com testifica en el seu escut. En 1579, gràcies a una butlla del Papa Gregori XIII, Felip II aconsegueix que el concejo torni a estar sota poder de la Corona.
Dos anys més tard, els veïns compren el concejo a la corona per 12.691.922 maravedins, a pagar entre els 130 veïns que l'habitaven. Es va nomenar representant del rei a Juan de Grijalba, que va designar els primers regidors i els va encomanar la tasca de redactar les ordenances i lleis del concejo. Aquests càrrecs estaven formats per dos magistrats, dos regidors, un alcalde de Germanor i un personer per l'estat noble i un jutge, un regidor i altre alcalde de Germanor pel poble pla. Finalment, es va establir la capital del concejo a Villabre en 1584, mantenint-se així fins als nostres dies.

## Geografia
Des del punt de vista geològic, el sòl del concejo pertany en la major part de la seva superfície, al Devonià i al carbonífer. Les faixes devonianes presenten una inclinació ràpida, presentant-se generalment quatre tipus de pedres. Les arenisques, les pissarres, les calcàries i les margoses. L'arenisca està representada generalment per la seva forma vermella i grisa i per la quarsita. La pissarra es presenta en forma argilenca i menuda, i no com en el terreny silurià on es pot fraccionar fàcilment en fulles regulars. Barrejat amb aquestes faixes devonianes, vam observar taques carboníferes, la més important a Maravio i Teberga, que neix al sud de Tameza, eixampla a les valls de Teberga, estreny al port Ventana i torna a eixamplar a Turrebarriu i Xinestosa.
El relleu ens ensenya les formes fosques i arrodonides causades per les roques silícies a la serra de Granda, sobre Villabre, i en els pics Güei Muertu) i Lloural) al nord-oest. No obstant això, la decoració canvia bastant en el sud en el qual apareixen massives acumulacions de calcària que donen lloc a paisatges càrstics combinant grans pics com el Caldoveiro (1357 m.), amb depressions i avencs de gran profunditat. També són característiques de la zona les cavitats, sent les més conegudes les de Cuallagar.
A més del Caldoveiro, els seus accidents més destacats són els següents. AL nord, vam trobar les serres del Pando i del Milano, amb el bec del Bou Mort de 1.016 metres com altura màxima. Al sud-oest veiem la serra de la Granda, sent el pic de Peña Cruzada el seu més alt amb 1.374 metres. I a l'est tenim la serra de la Lloural, en què les seves estribaciones trobem les cavitats de Cuallagar. És un concejo eminentment dominat per l'altitud i les grans pendents, estant més del 90% del territori entre els 400 i els 1200 metres, tenint uns pendents en més de la meitat del territori del concejo, d'entre un 21% i un 60% d'inclinació.

### Hidrografía
De la seva xarxa hidrogràfica, cal dir que el concejo pertany en la seva pràctica totalitat a la conca del riu Villabre, que neix en la seva part meridional i travessa el municipi en direcció sud-nord, constituint una vall que s'estreny seguint l'adreça del seu curs, arribant a desembocar al riu Cubia al concejo de Grado.

### Clima
El clima és Atlàntic, temperat i humit, sent habituals les nevades en els cims però també un ràpid desglaç. L'estiu és sec gràcies a la naturalesa calcària del sòl i del ràpid drenatge de l'aigua.

### Vegetació
La vegetació es troba condicionada per les característiques climàtiques i topogràfiques. Així en les parts més baixes podem contemplar taques de roures i castanyers, barrejades amb terres conreades i aprofitades per a pastures. Crida l'atenció aquí l'ús de tanques vives per a la separació de finques i prats. En les zones de calcària, sobretot en els seus assentaments més assolellats, apareixen mostres d'alzina, que s'aprofiten de les condicions de sequedat i insolació. Les parts altes presenten una abundància de faigs, sobretot en les zones ombries, podent albirar alguna taca de grèvols.

## Parròquies
El concejo està format únicament per 2 parròquies, de les que pren el seu nom:
- Yernes
- Tameza

## Evolució demogràfica
El concejo de Yernes y Tameza històricament es va caracteritzar per ser un dels menys poblats de tota la regió asturiana, passant de tenir 842 habitants a principis del segle xx, a 190 en l'actualitat, que posen en perill la mateixa existència del concejo. Des que a mitjan dècada de 1930 el territori arribés a la seva cota màxima de població amb 892 persones, el descens produït ha estat bastant considerable, degut sobretot de les poques perspectives que presentava el concejo i que va fer que les persones més joves optessin per sortir cap al centre de la regió així com al veí concejo de Grado. Tot això fa que avui dia Yernes y Tameza present unes estructures demogràfiques realment desarticulades, observant que més del 70% de la població supera els 45 anys i que un 15% no arriba als 30, sent irrisoria la quantitat de joves menors de 15 anys de la zona, un 3% del total. Aquestes dades ens revelen una població bastant envellida.

## Economia
Històricament la ramaderia va ser l'activitat econòmica per excel·lència del concejo, a causa de la gran quantitat de prades naturals que van ser usades com pastures. La cabanya ramadera és sobretot vacuna, però a diferència dels concejos veïns, no especialitzada en llet, sinó en carn, més que gens per la seva adaptació a les condicions de muntanya. També és d'esmentar el nombre de cavalls que es veuen per les serres. Hom pot trobar gran nombre d'asturcons en llibertat. Referent a l'agricultura, el concejo es caracteritza pel cultiu de patata, hortalissa, blat de moro i farratges, quedant aquesta labor cada vegada més minimitzada, a l'anar desapareixent a poc a poc les terres de labor. En total podem dir que l'ocupació del sector primari és de 77,27% del total de la població activa, sent el motor principal de l'economia.
Respecte a sector secundari, aquí es donen una de les majors sorpreses, al no hi ha comptabilitzat cap treball. La construcció genera solament un 1,5% del total. Quant al sector terciari dels serveis cap destacar la poca o nul·la influència que aquest té al concejo, bàsicament per l'absorció que n'exerceix la veïna comarca de Grado, ocupant en l'actualitat el 21,23% dels llocs de treball. Però no obstant això, la millora de les comunicacions obre l'esperança del concejo amb vista a un increment del turisme rural, on es pot gaudir d'un paisatge bonic ideal per a perdre's i descansar de tant aldarull urbà.

## Política
Al concejo de Yernes y Tameza el partit que més temps ha governat ha estat Izquierda Unida. L'actual alcalde, i des de 1997, és el Popular, José Ramón Fernández. Des de 1987, motivat pel descens de població, aquest concejo té un sistema de llistes obertes.
|      | PP | IU-BA | PSOE | CDS | Altres | Total |
| ---- | -- | ----- | ---- | --- | ------ | ----- |
| 1979 | 0  | 4     | 0    | 3   | 0      | 7     |
| 1983 | 2  | 5     | 0    | -   | 0      | 7     |
| 1987 | 0  | 5     | 0    | 0   | 0      | 5     |
| 1991 | 0  | 4     | 1    | 0   | 0      | 5     |
| 1995 | 2  | 0     | 3    | -   | 0      | 5     |
| 1999 | 4  | 0     | 0    | -   | 1      | 5     |
| 2003 | 4  | 1     | 0    | -   | 0      | 5     |
| 2007 | 4  | 1     | 0    | -   | 0      | 5     |